# 比伯里斯特

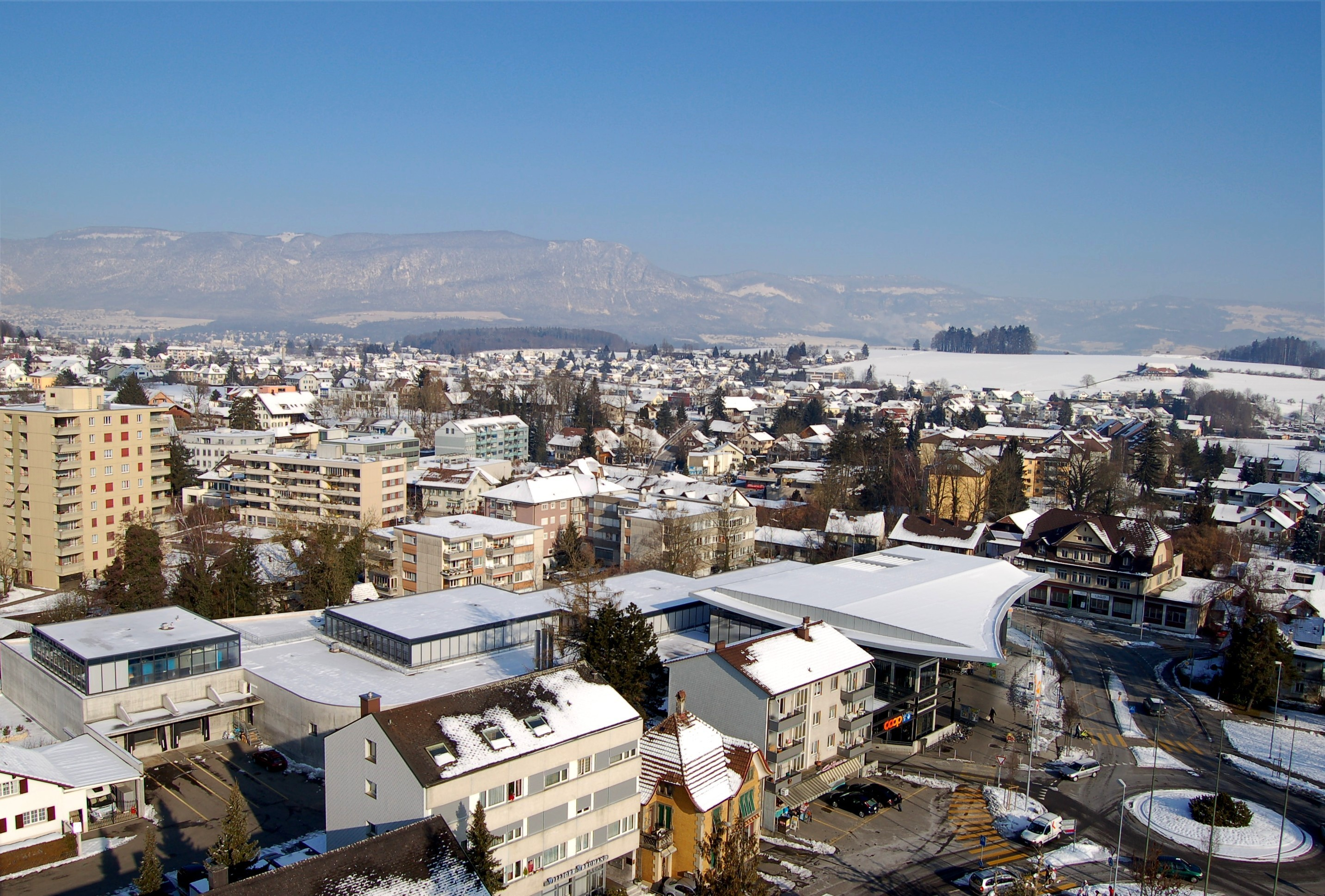

比伯里斯特是瑞士的城鎮，位於該國北部，由索洛圖恩州負責管轄，面積12.3平方公里，海拔高度447米，2012年人口8,136，四成人口信奉基督教，人口密度每平方公里661人。

## 外部連結
- Official website （页面存档备份，存于） （德文）